# De uovervindelige
|  | Denne artikel omhandler en film af John Huston. For Brian De Palmas film, se De uovervindelige (film fra 1987) |
De uovervindelige (originaltitel The Unforgiven) er en amerikansk film fra 1960 instrueret af John Huston og har Burt Lancaster, Audrey Hepburn, Audie Murphy, John Saxon og Lillian Gish i bærende roller.
Filmen foregår i Texas i 1850'erne. Rachel Zachary (Audrey Hepburn) er blevet adopteret, efter at hendes egen familie er blevet dræbt, og er vokset op hos en hvid familie. Men da det viser sig, at hun egentlig er indianer, bliver hun genstand for vold, had og fordomme.